# Gay Games

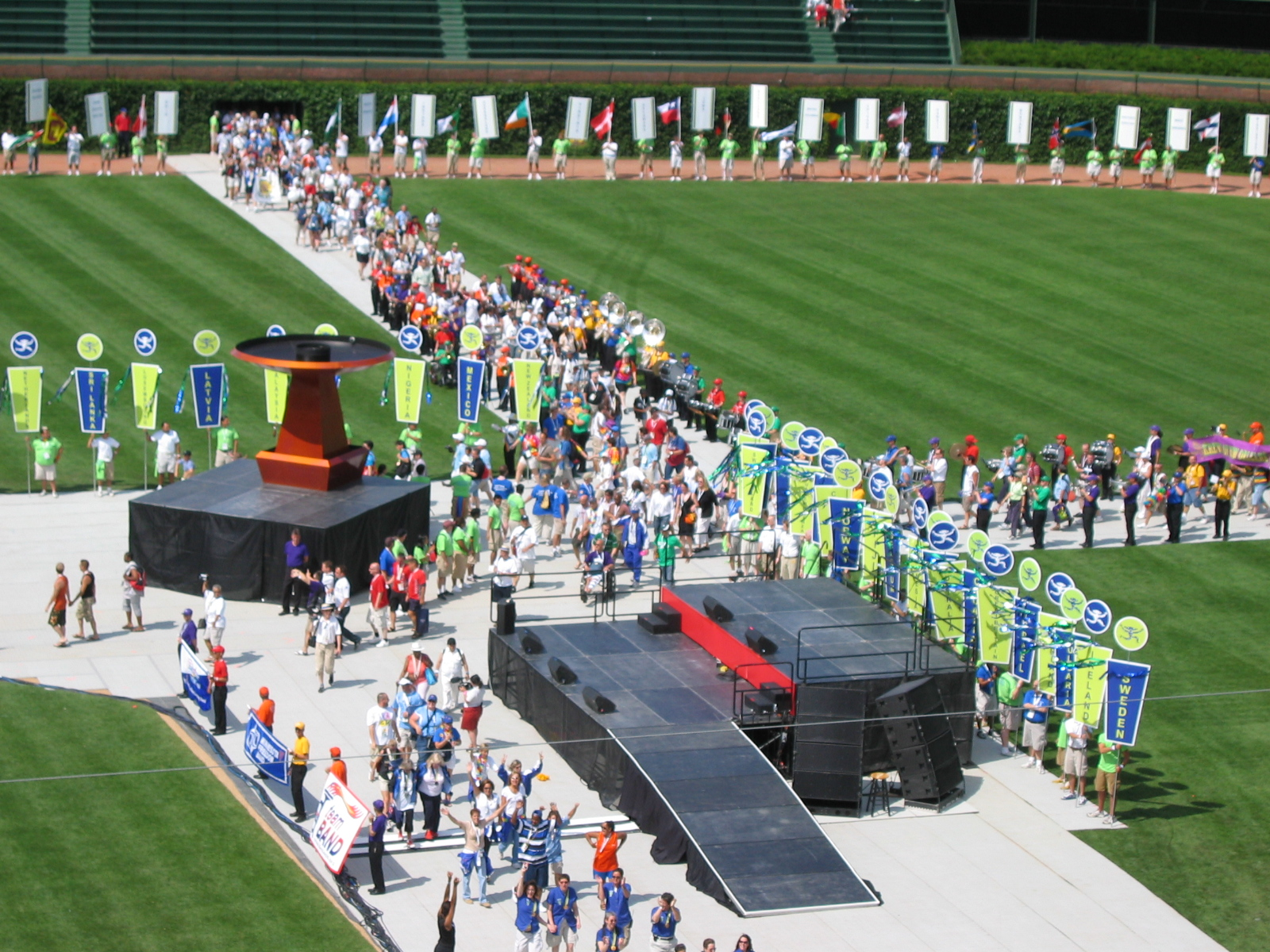
Cerimonia di chiusura dei Gay Games di Chicago, nel 2006

I Gay Games sono un evento sportivo e culturale organizzato dalla comunità gay e lesbica, sotto l'egida della Federazione dei Gay Games. La prima edizione si svolse a San Francisco nel 1982, nata dall'idea del dottor Tom Waddell, ex-atleta olimpico, il cui scopo era quello di promuovere lo spirito di inclusione e partecipazione, e la ricerca del miglioramento personale nell'ambito di un evento sportivo:
I Gay Games erano in precedenza noti come Olimpiadi Gay (Gay Olympic Games) ma una causa intentata dal Comitato Olimpico Internazionale ha costretto gli organizzatori a cambiare il nome, eliminando la parola "Olympic". Il CIO tuttavia ha autorizzato altri gruppi ad utilizzare il termine "Olimpiadi" e per questo motivo alcuni lo hanno accusato di discriminazione (vedi anche omofobia).
I Gay Games sono aperti a tutti coloro desiderino partecipare, senza badare all'orientamento sessuale. Non esistono requisiti minimi di qualificazione per competervi.
I Gay Games raccolgono assieme atleti ed artisti da tutto il mondo, molti provengono da nazioni in cui l'omosessualità resta illegale e nascosta.
I V Gay Games di Amsterdam (Paesi Bassi), sono stati il più grande evento sportivo gay della storia, con oltre 14.000 partecipanti in oltre 30 eventi sportivi e culturali.
In tutti gli anni in cui non si svolgono gli eventi internazionale dei Gay games e dei World Outgames, si tengono in Europa gli Eurogames, competizioni sportive organizzate dall'EGLSF (European Gay and Lesbian Sport Federation), federazione europea che raggruppa le associazioni sportive gay e lesbiche europee.

## Edizioni dei Gay Games
| Nome                                        | Luogo                  | Data di apertura | Data di chiusura | Partecipanti |
| ------------------------------------------- | ---------------------- | ---------------- | ---------------- | ------------ |
| I Gay Games - Challenge '82                 | San Francisco, USA     | 28 agosto 1982   | 2 settembre 1982 | 1.600        |
| II Gay Games - Triumph '86                  | San Francisco, USA     | 10 agosto 1986   | 17 agosto 1986   | 3.500        |
| III Gay Games - Celebration '90             | Vancouver, Canada      | 4 agosto 1990    | 11 agosto 1990   | 9.500        |
| IV Gay Games - Unity '94                    | New York, USA          | 18 giugno 1994   | 25 giugno 1994   | 11.000       |
| V Gay Games - Friendship '98                | Amsterdam, Paesi Bassi | 1º agosto 1998   | 8 agosto 1998    | 14.700       |
| VI Gay Games - Under New Skies              | Sydney, Australia      | 2 novembre 2002  | 9 novembre 2002  | 12.000       |
| VII Gay Games - Where the World Meets       | Chicago, USA           | 15 luglio 2006   | 22 luglio 2006   | 11.500       |
| VIII Gay Games - Be Part of It              | Colonia, Germania      | 31 luglio 2010   | 6 agosto 2010    | 13.500       |
| IX Gay Games - Go All Out!                  | Cleveland, USA         | 9 agosto 2014    | 16 agosto 2014   | 10.000       |
| X Gay Games - Jeux Mondiaux de la Diversité | Parigi, Francia        | 4 agosto 2018    | 12 agosto 2018   | 10.317       |
| XI Gay Games                                | Hong Kong              | 3 novembre 2023  | 11 novembre 2023 |              |
| XII Gay Games                               | Valencia, Spagna       | 2026             | 2026             |              |

La settima edizione dei Gay Games (previsti nel 2006) era stata assegnata in origine a Montréal (Canada) ma in seguito a divergenze e al mancato accordo con gli organizzatori canadesi sulle dimensioni dell'evento, la FGG nel 2004 ritirò il suo beneplacito, assegnando i giochi a Chicago. L'organizzazione di Montréal 2006 decise comunque di proseguire nel suo lavoro, dando vita alla prima edizione dei World Outgames.
L'organizzazione dell'ottava edizione di Gay Games fu contesa da Colonia, Johannesburg e Parigi, che presentarono la loro candidatura alla FGG il 16 marzo del 2005: il 14 novembre dello stesso anno, durante il consueto meeting di Chicago, i dirigenti della FGG elessero a larga maggioranza la località tedesca.